# 0873
0873 è il prefisso telefonico del distretto di Vasto, appartenente al compartimento di Pescara.
Il distretto comprende la parte orientale della provincia di Chieti e una piccola parte del comune molisano di Montenero di Bisaccia. Confina con i distretti di Termoli (0875) e di Campobasso (0874) a est, di Isernia (0865) e di Lanciano (0872) a ovest.

## Aree locali e comuni
Il distretto di Vasto comprende 27 comuni suddivisi nelle 2 aree locali di Casalbordino (ex settori di Carunchio, Casalbordino, Castiglione Messer Marino e Gissi) e Vasto. I comuni compresi nel distretto sono: Carunchio, Casalbordino, Castelguidone, Castiglione Messer Marino, Celenza sul Trigno, Cupello, Dogliola, Fraine, Fresagrandinaria, Furci, Gissi, Lentella, Liscia, Monteodorisio, Palmoli, Pollutri, Roccaspinalveti, San Buono, San Giovanni Lipioni, San Salvo, Scerni, Schiavi di Abruzzo, Torino di Sangro, Torrebruna, Tufillo, Vasto e Villalfonsina. Inoltre comprende anche la parte del comune di Montenero di Bisaccia (CB) posta alla sinistra del Trigno.